# Bulgarische Badmintonmeisterschaft 2021
Die Bulgarische Badmintonmeisterschaft 2021 fand vom 24. bis zum 27. Februar 2021 in Sofia statt.

## Medaillengewinner
| Disziplin    | Gold                             | Silber                                   | Bronze                             |
| ------------ | -------------------------------- | ---------------------------------------- | ---------------------------------- |
| Herreneinzel | Daniel Nikolov                   | Dimitar Yanakiev                         | Peyo Boichinov                     |
| Herreneinzel | Daniel Nikolov                   | Dimitar Yanakiev                         | Denis Marinov                      |
| Dameneinzel  | Stefani Stoeva                   | Mariya Mitsova                           | Gabriela Stoeva                    |
| Dameneinzel  | Stefani Stoeva                   | Mariya Mitsova                           | Tanja Ivanova                      |
| Herrendoppel | Daniel Nikolov Dimitar Yanakiev  | Ivan Rusev Ilian Stojnov                 | Stilijan Makarski Martin Hlebarski |
| Herrendoppel | Daniel Nikolov Dimitar Yanakiev  | Ivan Rusev Ilian Stojnov                 | Denis Marinov Ivan Trakov          |
| Damendoppel  | Gabriela Stoeva Stefani Stoeva   | Kaloyana Nalbantova Dimitria Popstoikova | Tanja Ivanova Gergana Pavlova      |
| Damendoppel  | Gabriela Stoeva Stefani Stoeva   | Kaloyana Nalbantova Dimitria Popstoikova | Maya Dobreva Diana Makarska        |
| Mixed        | Stilijan Makarski Diana Makarska | Daniel Nikolov Stefani Stoeva            | Stefan Garev Gergana Pavlova       |
| Mixed        | Stilijan Makarski Diana Makarska | Daniel Nikolov Stefani Stoeva            | Ilian Stojnov Christomira Popovska |